# Lympstone

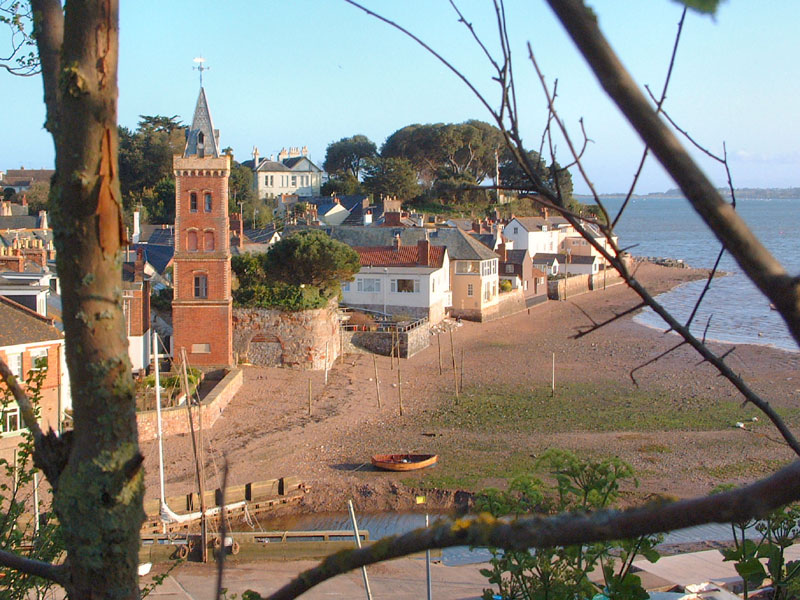
Lympstone

Lympstone – wieś w Anglii, w hrabstwie Devon, położona między Exeterem a Exmouth, w estuarium rzeki Exe. Leży na linii kolejowej Avocet Line. We wsi znajduje się przystań. Półwysep na północ od przystani jest pod opieką National Trust. W pobliżu wsi znajduje się centrum szkoleniowo-treningowe Royal Marines.

## Historia
Wieś w obecnym kształcie uformowała się w XIX w. z połączenie sąsiednich. W okolicy znaleziono monety rzymskie z III w. n.e.